# Iwannis Louis Awad
Iwannis Louis Awad, auch Louis Awad, (* 17. April 1934 in Zaidal, Homs; † 18. November 2020 in Homs) war ein syrisch-katholischer Geistlicher und Apostolischer Exarch von Venezuela.

## Leben
Iwannis Louis Awad studierte Philosophie und Theologie am Seminar im Kloster Charfet im Libanon und empfing am 8. Dezember 1957 die Priesterweihe. Er war in Homs tätig für die Erzeparchie Homs unter anderem als Sekretär des Erzbischofs und Direktor der Schule „San Giuseppe“ in Homs, Pfarrer der Pfarrei Unserer Lieben Frau von der Befreiung in Beirut, Direktor des Hauptseminars von Charfet und Pastor von Hama und Nabeck in Syrien.
In den 1980er Jahren übernahm er das Rektorat der Kirche des Heiligen Herzens Jesu in Belo Horizonte, Brasilien. Er war Pfarrvikar der Pfarrei der Kathedrale Unserer Lieben Frau von der guten Reise in Belo Horizonte, Kaplan der syro-katholischen Gemeinde, spiritueller Leiter der Emmaus-Bewegung und Pastor der Gemeinde des Heiligen Herzens Jesu in Belo Horizonte.
Papst Johannes Paul II. ernannte ihn am 17. Mai 2003 zum Titularbischof von Zeugma in Syria und zum Apostolischen Exarchen von Venezuela. Die Bischofsweihe spendete ihm der Patriarch von Antiochia, Ignatius Pierre VIII. Abdel-Ahad, am 12. September desselben Jahres; Mitkonsekratoren waren Denys Raboula Antoine Beylouni, Kurienbischof in Antiochia, und Théophile Georges Kassab, Erzbischof von Homs. Am 1. März 2011 nahm Papst Benedikt XVI. seinen altersbedingten Rücktritt an.
Awad sprach Syrisch, Arabisch, Französisch und Portugiesisch.